# Seznam kulturních památek v Dejvicích
Tento seznam nemovitých kulturních památek v části Dejvice v hlavním městě Praze  vychází z  Ústředního seznamu kulturních památek ČR, který na základě zákona č. 20/1987 Sb., o státní památkové péči, vede Národní památkový ústav jako ústřední organizace státní památkové péče. Údaje jsou průběžně upřesňovány, přesto mohou obsahovat i řadu věcných a formálních chyb a nepřesností či být neaktuální. 
Pokud byly některé části dotčeného území vyčleněny do samostatných seznamů, měly by být odkazy na tyto dílčí seznamy uvedeny v úvodu tohoto seznamu nebo v úvodu příslušné sekce seznamu.
Část Dejvic spadá od roku 1993 do městské památkové zóny Dejvice, Bubeneč, horní Holešovice.
Osada Baba je od roku 1993 městskou památkovou zónou.
Následující seznam je členěn podle základních sídelních jednotek.

## ZSJ Nádraží Dejvice
| Památka                                | Fotografie                                                      | Rejstříkové číslo v ÚSKP                                                             | Sídelní útvar                                               | Poloha                                                        | Popis a poznámky |
| -------------------------------------- | --------------------------------------------------------------- | ------------------------------------------------------------------------------------ | ----------------------------------------------------------- | ------------------------------------------------------------- | --- |
| Železniční stanice Dejvice (Q11826597) | \| \| \| \| \| \|                                               | 49714/1-2259 Pam. katalog MIS                                                        | Dejvice                                                     | Václavkova 169/1, 116/1 50°5′49,66″ s. š., 14°23′58,31″ v. d. | Železniční stanice Dejvice, z toho jen: - Václavkova 169/1 – nynější přijímací budova z třetí čtvrtiny 19. století. Součástí neorenesanční budovy je prezidentský salonek, který používal T. G. Masaryk. - Václavkova 116/1 - bývalá provozní budova koněspřežné dráhy z roku 1828. Střední část patrové klasicistní budovy je jedinou dochovanou stavbou prvního pražského železničního nádraží, které bylo koncovou stanicí koněspřežní dráhy z Prahy do Lán. Postranními přístavbami byla rozšířena ve druhé polovině 19. století. - vodárna z roku 1863; objekt cisterny pro napájení střídajících lokomotiv vodou je pozoruhodný svou architektonickou hmotou. Pochází z období přestavby koněspřežky na lokomotivní dráhu. Památkově chráněno od 8. března 1999. |
|                                        | Kategorie „Praha-Dejvice (train station) “ na Wikimedia Commons | Hledat fotografie a kategorie ve Wikimedia Commons podle rejstříkového čísla památky | Nahrát snímek k tomuto tématu do úložiště Wikimedia Commons |                                                               | |

## ZSJ Dejvická
| Památka                | Fotografie                                             | Rejstříkové číslo v ÚSKP                                                             | Sídelní útvar                                               | Poloha                                                  | Popis a poznámky |
| ---------------------- | ------------------------------------------------------ | ------------------------------------------------------------------------------------ | ----------------------------------------------------------- | ------------------------------------------------------- | --- |
| Husův sbor (Q19970469) | \| \| \| \| \| \|                                      | 41484/1-2133 Pam. katalog MIS                                                        | Dejvice                                                     | Wuchterlova 523/5 50°5′52,17″ s. š., 14°23′49,89″ v. d. | Husův sbor a ústředí Církve československé husitské. Budova sboru byla vystavěna v letech 1924–1926 podle návrhu Jiřího Stibrala jako pozdně pseudogotická stavba, obsahující též bohosloveckou kolej, kostel, knihovnu, čítárnu, kanceláře ústřední a diecézní rady, byty aj. Novogotická budova je koncipována jako výšková stavba, kde sokl vytváří lehce předsazená arkáda, pod níž jsou schována okna zvýšeného přízemí a na níž je umístěna terasa 1. patra. Pět pater budovy je navýšeno o další podkrovní podlaží, ve střední části dokonce o dvě patra, a zvýšeno dále o střední věžičku, která o další patro převyšuje budovu. Budova je ve střední ose 8patrová. Na budově je užito gotického a románského dekoru, v přízemí panelování, v patře krenelovaný ochoz terasy, u oken náznaky gotického ostění. Gotizující detaily se soustřeďují na střední věžičku, panelování mezi okny a na 5. a vyšší patro, které vytváří mohutný obloučkový štít s konkávně propletenými žebry. Věžička končí gotizujcími balkony a románským sdruženým okénkem. Poznámka: Dříve ul. V. V. Kujbyševa Památkově chráněno od 24. října 1990. |
|                        | Kategorie „Husův sbor (Dejvice) “ na Wikimedia Commons | Hledat fotografie a kategorie ve Wikimedia Commons podle rejstříkového čísla památky | Nahrát snímek k tomuto tématu do úložiště Wikimedia Commons |                                                         | |

## ZSJ Úřednická kolonie
| Památka                                                                  | Fotografie                                                                   | Rejstříkové číslo v ÚSKP                                                             | Sídelní útvar                                               | Poloha                                                                  | Popis a poznámky |
| ------------------------------------------------------------------------ | ---------------------------------------------------------------------------- | ------------------------------------------------------------------------------------ | ----------------------------------------------------------- | ----------------------------------------------------------------------- | --- |
| Státní reformní reálné gymnázium – Střední pedagogická škola (Q31450733) | \| \| \| \| \| \|                                                            | 104687 Pam. katalog MIS                                                              | Dejvice                                                     | Gymnasijní 330/3, Evropská 330/33 50°5′59,45″ s. š., 14°23′13,18″ v. d. | Střední škola - budova pův. Státního reformního reálného gymnázia. Funkcionalistická budova školy byla postavena v letech 1936–1938 podle návrhu Evžena Linharta. Mohutná bloková stavba na nepravidelném půdorysu ve tvaru písmene L s pěti nadzemními podlažími a s 6. střešním podlažím. Západní křídlo učeben leží při Evropské ulici. Památkově chráněno od 23. ledna 2012. |
|                                                                          | Kategorie „Vyšší odborná škola pedagogická a sociální “ na Wikimedia Commons | Hledat fotografie a kategorie ve Wikimedia Commons podle rejstříkového čísla památky | Nahrát snímek k tomuto tématu do úložiště Wikimedia Commons |                                                                         | |

## ZSJ Vysoké školy
|  | Kategorie „Kotlářka (Dejvice) “ na Wikimedia Commons | Hledat fotografie a kategorie ve Wikimedia Commons podle rejstříkového čísla památky | Nahrát snímek k tomuto tématu do úložiště Wikimedia Commons |  |

|  | Kategorie „Francouzské lyceum (Dejvice) “ na Wikimedia Commons | Hledat fotografie a kategorie ve Wikimedia Commons podle rejstříkového čísla památky | Nahrát snímek k tomuto tématu do úložiště Wikimedia Commons |  |

## ZSJ Staré Dejvice
|  | Kategorie „Proboštský dvůr (Dejvice) “ na Wikimedia Commons | Hledat fotografie a kategorie ve Wikimedia Commons podle rejstříkového čísla památky | Nahrát snímek k tomuto tématu do úložiště Wikimedia Commons |  |

|  | Kategorie „Villa Velvarská 3 (Prague) “ na Wikimedia Commons | Hledat fotografie a kategorie ve Wikimedia Commons podle rejstříkového čísla památky | Nahrát snímek k tomuto tématu do úložiště Wikimedia Commons |  |

## ZSJ Hanspaulka
|  | Kategorie „Beránka (Dejvice) “ na Wikimedia Commons | Hledat fotografie a kategorie ve Wikimedia Commons podle rejstříkového čísla památky | Nahrát snímek k tomuto tématu do úložiště Wikimedia Commons |  |

|  | Kategorie „Na viničních horách 46 “ na Wikimedia Commons | Hledat fotografie a kategorie ve Wikimedia Commons podle rejstříkového čísla památky | Nahrát snímek k tomuto tématu do úložiště Wikimedia Commons |  |

|  | Kategorie „Pernikářka (Dejvice) “ na Wikimedia Commons | Hledat fotografie a kategorie ve Wikimedia Commons podle rejstříkového čísla památky | Nahrát snímek k tomuto tématu do úložiště Wikimedia Commons |  |

|  | Kategorie „Chapel of Saint Michael the Archangel in Dejvice “ na Wikimedia Commons | Hledat fotografie a kategorie ve Wikimedia Commons podle rejstříkového čísla památky | Nahrát snímek k tomuto tématu do úložiště Wikimedia Commons |  |

|  | Kategorie „Holy Trinity Chapel (Dejvice, Prague) “ na Wikimedia Commons | Hledat fotografie a kategorie ve Wikimedia Commons podle rejstříkového čísla památky | Nahrát snímek k tomuto tématu do úložiště Wikimedia Commons |  |

|  | Kategorie „Hadovka “ na Wikimedia Commons | Hledat fotografie a kategorie ve Wikimedia Commons podle rejstříkového čísla památky | Nahrát snímek k tomuto tématu do úložiště Wikimedia Commons |  |

|  |  | Hledat fotografie a kategorie ve Wikimedia Commons podle rejstříkového čísla památky | Nahrát snímek k tomuto tématu do úložiště Wikimedia Commons |  |

|  | Kategorie „Vlčovka “ na Wikimedia Commons | Hledat fotografie a kategorie ve Wikimedia Commons podle rejstříkového čísla památky | Nahrát snímek k tomuto tématu do úložiště Wikimedia Commons |  |

|  | Kategorie „Hercovka (Dejvice) “ na Wikimedia Commons | Hledat fotografie a kategorie ve Wikimedia Commons podle rejstříkového čísla památky | Nahrát snímek k tomuto tématu do úložiště Wikimedia Commons |  |

|  | Kategorie „Strakovka (homestead) “ na Wikimedia Commons | Hledat fotografie a kategorie ve Wikimedia Commons podle rejstříkového čísla památky | Nahrát snímek k tomuto tématu do úložiště Wikimedia Commons |  |

|  | Kategorie „Pavilon zednářů (Hanspaulka) “ na Wikimedia Commons | Hledat fotografie a kategorie ve Wikimedia Commons podle rejstříkového čísla památky | Nahrát snímek k tomuto tématu do úložiště Wikimedia Commons |  |

|  | Kategorie „Hanspaulka (castle) “ na Wikimedia Commons | Hledat fotografie a kategorie ve Wikimedia Commons podle rejstříkového čísla památky | Nahrát snímek k tomuto tématu do úložiště Wikimedia Commons |  |

|  | Kategorie „Neherovská 8 “ na Wikimedia Commons | Hledat fotografie a kategorie ve Wikimedia Commons podle rejstříkového čísla památky | Nahrát snímek k tomuto tématu do úložiště Wikimedia Commons |  |

|  | Kategorie „Mölzerova vila “ na Wikimedia Commons | Hledat fotografie a kategorie ve Wikimedia Commons podle rejstříkového čísla památky | Nahrát snímek k tomuto tématu do úložiště Wikimedia Commons |  |

|  | Kategorie „Špitálka (usedlost) “ na Wikimedia Commons | Hledat fotografie a kategorie ve Wikimedia Commons podle rejstříkového čísla památky | Nahrát snímek k tomuto tématu do úložiště Wikimedia Commons |  |

|  | Kategorie „Dvojdům Na Míčánce “ na Wikimedia Commons | Hledat fotografie a kategorie ve Wikimedia Commons podle rejstříkového čísla památky | Nahrát snímek k tomuto tématu do úložiště Wikimedia Commons |  |

## ZSJ Baba
Osada Baba je od roku 1993 městskou památkovou zónou.
|  | Kategorie „Villa Sutnar (Baba) “ na Wikimedia Commons | Hledat fotografie a kategorie ve Wikimedia Commons podle rejstříkového čísla památky | Nahrát snímek k tomuto tématu do úložiště Wikimedia Commons |  |

|  | Kategorie „Chapel of Saint John of Nepomuk (Praha-Dejvice) “ na Wikimedia Commons | Hledat fotografie a kategorie ve Wikimedia Commons podle rejstříkového čísla památky | Nahrát snímek k tomuto tématu do úložiště Wikimedia Commons |  |

|  | Kategorie „Hendlův dvůr “ na Wikimedia Commons | Hledat fotografie a kategorie ve Wikimedia Commons podle rejstříkového čísla památky | Nahrát snímek k tomuto tématu do úložiště Wikimedia Commons |  |

## ZSJ Dolní a Horní Šárka
|  | Kategorie „Zřícenina Baba “ na Wikimedia Commons | Hledat fotografie a kategorie ve Wikimedia Commons podle rejstříkového čísla památky | Nahrát snímek k tomuto tématu do úložiště Wikimedia Commons |  |

|  |  | Hledat fotografie a kategorie ve Wikimedia Commons podle rejstříkového čísla památky | Nahrát snímek k tomuto tématu do úložiště Wikimedia Commons |  |

|  | Kategorie „Church of Saint Matthias (Prague) “ na Wikimedia Commons | Hledat fotografie a kategorie ve Wikimedia Commons podle rejstříkového čísla památky | Nahrát snímek k tomuto tématu do úložiště Wikimedia Commons |  |

|  | Kategorie „Zlatnice (Dejvice) “ na Wikimedia Commons | Hledat fotografie a kategorie ve Wikimedia Commons podle rejstříkového čísla památky | Nahrát snímek k tomuto tématu do úložiště Wikimedia Commons |  |

## ZSJ U Internationálu
| Památka                        | Fotografie                                                   | Rejstříkové číslo v ÚSKP                                                             | Sídelní útvar                                               | Poloha                                                                | Popis a poznámky |
| ------------------------------ | ------------------------------------------------------------ | ------------------------------------------------------------------------------------ | ----------------------------------------------------------- | --------------------------------------------------------------------- | --- |
| Hotel International (Q1874734) | \| \| \| \| \| \|                                            | 50203/1-2265 Pam. katalog MIS                                                        | Dejvice                                                     | Koulova 1501/15, Čínská 1501/20 50°6′33,71″ s. š., 14°23′36,39″ v. d. | Hotel International. Postaven jako hotel Družba mezi lety 1954–1956 podle návrhu Františka Jeřábka a kolektivu ve stylu socialistického realismu. Střední hmota hotelového traktu vyvinutá do podoby stupňovité věže. Na střední trakt navazuje ve dvoře dvoupatrový objekt se společenskými prostorami. Uliční boční křídla půdorysně i výškově navazují na urbanistické řešení Dejvic vzniklé za první republiky. Památkově chráněno od 4. července 2000. |
|                                | Kategorie „Hotel International Prague “ na Wikimedia Commons | Hledat fotografie a kategorie ve Wikimedia Commons podle rejstříkového čísla památky | Nahrát snímek k tomuto tématu do úložiště Wikimedia Commons |                                                                       | |

## ZSJ Vozovna Podbaba
|  | Kategorie „Majorka “ na Wikimedia Commons | Hledat fotografie a kategorie ve Wikimedia Commons podle rejstříkového čísla památky | Nahrát snímek k tomuto tématu do úložiště Wikimedia Commons |  |

|  | Kategorie „Železniční viadukt V Podbabě “ na Wikimedia Commons | Hledat fotografie a kategorie ve Wikimedia Commons podle rejstříkového čísla památky | Nahrát snímek k tomuto tématu do úložiště Wikimedia Commons |  |

## ZSJ V Podbabě
Dřívější název této ZSJ je Starý Sedlec B.
| Památka                  | Fotografie                                     | Rejstříkové číslo v ÚSKP                                                             | Sídelní útvar                                               | Poloha                                                 | Popis a poznámky |
| ------------------------ | ---------------------------------------------- | ------------------------------------------------------------------------------------ | ----------------------------------------------------------- | ------------------------------------------------------ | --- |
| V Podbabě 20 (Q31451066) | \| \| \| \| \| \|                              | 40507/1-1499 Pam. katalog MIS                                                        | Dejvice                                                     | V Podbabě 2523/20 50°7′24,04″ s. š., 14°23′26,1″ v. d. | Původní rozsahem menší neorenesanční vilu si pro svou rodinu postavil Josef Blecha podle vlastních plánů z roku 1873, tato starší budova zabírala pouze východní část nynějšího rozsahu vily, tj. ještě bez západní části s věží. K rozšíření a přestavbě domu do dnešní podoby došlo pravděpodobně roku 1899, nejspíš rovněž podle Blechova projektu. Další dílčí adaptace a úpravy probíhaly i ve 20. a 21. století. Hmotově odstupňovaná a členitá stavba je ve střední části dvoupatrová, zdůrazněná převýšenou hranolovou vížkou s vysokou dlátkovou střechou. Výrazným prvkem hlavního průčelí je otevřená lodžie v pravé části přízemí a nad ní navazující balkon s balustrádou. Poznámka: bývalé čp. 173 Památkově chráněno od 22. prosince 1964. |
|                          | Kategorie „V Podbabě 20 “ na Wikimedia Commons | Hledat fotografie a kategorie ve Wikimedia Commons podle rejstříkového čísla památky | Nahrát snímek k tomuto tématu do úložiště Wikimedia Commons |                                                        | |

## ZSJ Šárecké údolí
|  | Kategorie „Purkrábka “ na Wikimedia Commons | Hledat fotografie a kategorie ve Wikimedia Commons podle rejstříkového čísla památky | Nahrát snímek k tomuto tématu do úložiště Wikimedia Commons |  |

|  | Kategorie „Žežulka (Dejvice) “ na Wikimedia Commons | Hledat fotografie a kategorie ve Wikimedia Commons podle rejstříkového čísla památky | Nahrát snímek k tomuto tématu do úložiště Wikimedia Commons |  |

|  | Kategorie „Žitná (Dejvice) “ na Wikimedia Commons | Hledat fotografie a kategorie ve Wikimedia Commons podle rejstříkového čísla památky | Nahrát snímek k tomuto tématu do úložiště Wikimedia Commons |  |

|  | Kategorie „Heřmanův Dvůr “ na Wikimedia Commons | Hledat fotografie a kategorie ve Wikimedia Commons podle rejstříkového čísla památky | Nahrát snímek k tomuto tématu do úložiště Wikimedia Commons |  |

## ZSJ Jenerálka
|  | Kategorie „Red Army Memorial in Šárka (Dejvice) “ na Wikimedia Commons | Hledat fotografie a kategorie ve Wikimedia Commons podle rejstříkového čísla památky | Nahrát snímek k tomuto tématu do úložiště Wikimedia Commons |  |

|  | Kategorie „Jenerálka Castle “ na Wikimedia Commons | Hledat fotografie a kategorie ve Wikimedia Commons podle rejstříkového čísla památky | Nahrát snímek k tomuto tématu do úložiště Wikimedia Commons |  |

|  | Kategorie „Plaques on the bridge of U Vizerky street “ na Wikimedia Commons | Hledat fotografie a kategorie ve Wikimedia Commons podle rejstříkového čísla památky | Nahrát snímek k tomuto tématu do úložiště Wikimedia Commons |  |

|  | Kategorie „Church of Saint John of Nepomuk (Dejvice) “ na Wikimedia Commons | Hledat fotografie a kategorie ve Wikimedia Commons podle rejstříkového čísla památky | Nahrát snímek k tomuto tématu do úložiště Wikimedia Commons |  |

|  | Kategorie „Jehněčí dvůr “ na Wikimedia Commons | Hledat fotografie a kategorie ve Wikimedia Commons podle rejstříkového čísla památky | Nahrát snímek k tomuto tématu do úložiště Wikimedia Commons |  |